# Tine Bach Ejlersen
Tine Bach Ejlersen (født 25. juli 1985 i Herning) er en dansk atlet fra 2002 medlem af Aarhus 1900 tidligere i Herning GF. 
Tine Bach Ejlersen dyrkede springgymnastik og fodbold, før hun satsede på atletik i en alder af 14-15 år, og blev udtaget til Ungdoms OL på 100 meteren i 2001. Pga. manglende motivation på sprinterdistancen valgte hun at satse på mangekamp, og flyttede som 17-årig til Aarhus for at gå på Marselisborg gymnasiet på Team Danmark-ordningen. 
Hun er Danmarks mest dominerende kvindelige mangekæmper, og har siden 2005 vundet det danske mesterskab i syvkamp alle år. Hendes hidtil bedste score i syvkampen er 5281 point, der stammer fra DM i Roskilde 2010.
Som syvkæmper, har har hun været yderst konkurrencedygtig i atletikkens enkeltdiscipliner og har siden 2003 hjemtaget flere danske mesterskaber og mesterskabsmedaljer i blandt meget andet 100 meter, 100 meter hæk, længdespring, højdespring, kuglestød og spydkast.
Tine Bach Ejlersen trænes af Jens B. Christensen.
Tine Bach Ejlersen er uddannet pædagog.

## Danske mesterskaber
Denne liste er ufuldstændig; hjælp gerne med at udfylde den.
- Bronze 2012 Højdespring – inde 1,67m
- Guld  2012 4x200m stafet – inde 1.41,36min (Dansk Rekord)
- Guld  2012 Længdespring – inde 5,79m
- Guld  2012 Femkamp – inde 3858p
- Sølv  2011 Længdespring – 5,95m
- Sølv  2011 100 meter hæk – 14,57sek w
- Guld  2011 Syvkamp – 5213p
- Guld  2011 Femkamp inde –
- Sølv  2010 Længdespring – 5,86m
- Bronze 2010 100 meter hæk – 14,47sek
- Guld  2010 Syvkamp – 5281p
- Guld  2010 Femkamp -inde 3901p
- Guld  2009 Syvkamp – 5030p
- Guld  2009 100 meter hæk – 14.36m
- Guld  2009 Længdespring -
- Guld  2008 Syvkamp -
- Guld  2008 Længdespring –
- Guld  2008 4x100m stafet -
- Guld  2007 Syvkamp -
- Guld  2007 Femkamp – inde 3143p
- Guld  2006 Længdespring – 5,80m
- Guld  2006 Syvkamp – 4462p
- Sølv  2006 100 meter hæk – 14,83sek
- Guld  2006 4x100m stafet – 48.75sek
- Guld  2005 Syvkamp – 4692p
- Sølv  2005 100 meter hæk – 15,42sek
- Sølv  2005 Længdespring – 5,46m
- Guld  2005 4x100m stafet –
- Guld  2005 Længdespring – inde 5,47m
- Guld  2005 Femkamp – inde 3615p
- Bronze 2005 60 meter hæk – inde 9,12
- Bronze 2004 Syvkamp – 4677p
- Guld  2004 Femkamp – inde 3024p
- Bronze 2003 100 meter hæk – 15,34w
- Bronze 2003 Syvkamp – 4583p

## Personlige rekorder
- 60 meter hæk: 8.79sek Snekkersten hallen 7. februar 2010

- 100 meter hæk: 14,36sek (??) Odense Atletikstadion 30. august 2009

w 14,2sek (??) Odense Atletikstadion 12. maj 2012
- 100 meter: 12.45sek (+0.1) Odense Atletikstadion 27. juni 2010

12.41sek  ???    Frederiksberg  juni 2001
- 200 meter: 25,77sek (-0.7) Ratingen 19. juni 2010

w 25.35sek Desenzano del Garda 8. maj 2010
- 800 meter: 2,21,14min Desenzano del Garda 9. maj 2010

- Højdespring: 1,67m  Roskilde Stadion 21. august 2010

- Højdespring: – inde: 1,70m  Snekkersten 7. februar 2010

- Længdespring: 5,99m (0.0) Østerbro Stadion 4. juni 2010

- Kuglestød: 11.19m Desenzano del Garda 5.maj 2012

- Spydkast: 39,49m  Roskilde Stadion 21. august 2010

- Syvkamp: 5281 point Roskilde Stadion 21-22. august 2010 Serie: 14,43-1,67-10,41-26,02/5,65-39,49-2,22,34